# Sint-Martinuskerk (Berlare)
De Sint-Martinuskerk in de Belgische gemeente Berlare is een kerk toegewijd aan Martinus van Tours. Van de oude 15e-eeuwse kerk rest enkel nog de toren uit zandsteen aan de westzijde, opgetrokken in Brabantse gotiek. De eerste travee van elke zijbeuk is eveneens bewaard. Op deze plaats stond een nog oudere kerk waarvan het bestaan in 1268 werd opgetekend in een document toen deze parochie nog deel uitmaakte van het bisdom Doornik.
Ook deze kerk werd in de loop der eeuwen een aantal keren vernieuwd en verbouwd. In de jaren 1910-1911 werd een gedeelte van de kerk in neogotische stijl opgetrokken met oranjekleurige baksteen waardoor ze haar huidig uitzicht kreeg.

## Het orgel van Lambertus-Benoit van Peteghem
Dit kerkorgel uit 1786 is prominent aanwezig in het interieur. Het werd gebouwd door een telg van de bekende familie Van Peteghem. Een restauratie in de jaren 80 van de 20e eeuw bracht het orgel terug in zijn oorspronkelijke staat, na een verbouwing in het begin van dezelfde eeuw.